# 파나이구름쥐
파나이구름쥐(Crateromys heaneyi)는 쥐과에 속하는 설치류의 일종이다. 세계에서 두번째로 큰 구름쥐이며, 다람쥐를 닮은 설치류로 필리핀 파나이섬으로 발견된다.

## 발견
파나이구름쥐는 1987년 서구 과학자들에 의해 발견되었고, 1996년 신시내티 자연사박물관의 로버트 케네디와 필리핀 국립미술관의 페드로 곤잘레스가 신종으로 기술했다. 발견이 늦은 이유는 파나이섬의 숲 덮개가 없어서 생물학자들이 크게 관과했기 때문이다.

## 특징
파나이구름쥐는 몸길이가 600mm가 조금 넘고, 희끗희끗한 회색빛 갈색을 띠며 몸길이의 약 절반 이상의 긴 붓꼬리를 갖고 있다. 몸무게는 약 1kg정도이다.

## 습성
파나이구름쥐는 야행성 동물이며, 나무 위에서 생활하는 수상성 동물이고, 낮 시간 동안에는 큰 나무의 구멍 속에서 생활한다. 먹이는 바나나와 구아바, 옥수수, 파파야 그리고 다양한 식물 잎 등이다.

## 보전 상태
파나이구름쥐의 주요 위협은 진행중인 파나이섬의 숲 파괴이며, 현재는 파나이섬 서부 끝 산악 지대의 잔존 숲에 제한적으로 서식하고 있다.